# Bitwa pod Salaminą cypryjską
Bitwa pod Salaminą cypryjską – starcie zbrojne, które miało miejsce w roku 450 p.n.e. i było ostatnią bitwą drugiej wojny grecko-perskiej (480–449 p.n.e.).
W roku 450 p.n.e. Ateny i ich sprzymierzeńcy – zawierając ze Spartą 5-letni rozejm w toczonej wojnie peloponeskiej – podjęli kolejną ofensywę przeciw Persji. Cztery lata wcześniej Persowie stłumili powstanie Inarosa w Egipcie, któremu wsparcia udzielili Ateńczycy. Egipcjanie i ich sojusznicy ponieśli klęskę. Persowie zajęli Cypr i zepchnęli następcę Inarosa w błota Delty, gdzie Grecy utrzymali się na jednej z wysp do roku 449 p.n.e.
Kimon, dysponujący 200 trierami i 5000 hoplitów, postanowił umocnić talassokrację ateńską na wschodnich akwenach Morza Śródziemnego, ale zmarł podczas tej operacji, o czym wojska – by nie obniżać morale – nie powiadomiono. 
Do decydującej bitwy doszło pod Salaminą (odległą o 5 km od dzisiejszej Famagusty), gdzie walki toczyły się na lądzie i na morzu. Oba starcia zakończyły się zwycięstwem Greków – rozbiciem ponad dwukrotnie większej floty fenickiej pod wodzą Artabazosa i perskich wojsk lądowych Megabazosa. 
W końcu, w roku 449 p.n.e., Persja podjęła rokowania pokojowe, a Grecy wycofali się z Cypru i Egiptu. Rok później podpisano kończący wojny perskie traktat pokojowy.